# Васильев, Фёдор Семёнович
Фёдор Семёнович Васи́льев (4 октября 1920, Осипкасы, Ядринский уезд (ныне в составе д. Верхние Панклеи Моргаушского района Чувашской Республики) — 23 мая 2000, Чебоксары) — чувашский советский композитор, педагог, доцент, заслуженный деятель искусств Чувашской АССР (1960), лауреат Государственной премии Чувашской АССР им. К. В. Иванова (1976), член Союза композиторов СССР (1953), заслуженный деятель искусств РСФСР (1968), участник Великой Отечественной войны.

## Биография

### Начало карьеры
Фёдор Васильев — выпускник Чебоксарского музыкального училища. Он окончил его в 1940 году по классу хорового дирижирования. Кроме того, в училище он занимался сочинением музыки. Его наставниками были композиторы Владимир Кривоносов и Степан Максимов.
Уже к окончанию училища Васильев был известен как музыкальный руководитель Чебоксарского Дома пионеров (работал дирижёром хора и оркестра народных инструментов) и автор ряда песен. Принят на дирижёрско-хоровой факультет Ленинградской консерватории, но по болезни вернулся в Чебоксары.
После начала войны рвался на фронт, но из-за плохого зрения его не взяли. Но юноша в военкомате сумел убедить комиссию, представив два своих значка «Ворошиловского стрелка» I и II степени. Долгожданная повестка пришла ночью 31 марта 1942 года. Что такое война он почувствовал 14 мая, когда в эшелоне на пути к фронту неожиданно попал под бомбёжку и один из вагонов поезда был разнесён вдребезги. У Можайска под Москвой молодой боец был распределён в музыкальный взвод 3-й мотострелковой дивизии. Он участвовал в боях под Москвой и Орлом, в освобождении Украины, Польши, Чехословакии, в штурме Берлина.
Член КПСС с 1943 года.

### Деятельность после Великой Отечественной войны
На родину композитор вернулся в звании старшины и кавалером ордена Красной Звезды. Также был он награждён 12 медалями, среди которых «За отвагу» и «За боевые заслуги». Конечно же, война для его творчества не могла пройти бесследно, и ряд его произведений посвящён ей: «Фронтовые эскизы», удостоенные Государственной премии ЧР им. К. В. Иванова, «Баллада о погибшем друге», «Военная симфония» и многие другие.
В 1946—1949 гг. Фёдор Васильев заведовал музыкальной частью Чувашского ТЮЗа, писал музыку для театра. Тогда же появилось его популярное произведение — песня на стихи Я. Г. Ухсая «Хăюсăр каччă» (Скромный парень).
Мечтая о профессии композитора, в 1949 году Фёдор Семёнович поступил на теоретико-композиторский факультет Казанской консерватории, которую завершил с красным дипломом. Класс сочинения проходил он у известного советского музыканта, народного артиста РСФСР, лауреата Государственной премии СССР, профессора Московской консерватории Альберта Лемана, преподававшего и в Казани. «Он всегда отличался скромностью и простотой, за которыми стояли ценные качества: редкая пытливость, серьёзное отношение к делу, умение беречь время, — отзывался о своем студенте Альберт Семёнович. — Уже в годы учёбы было видно, что у этого человека серьёзные цели и большие задачи. Его отличала дисциплинированность и строгая обязательность во всём. Он имел огромный авторитет в студенческой среде».

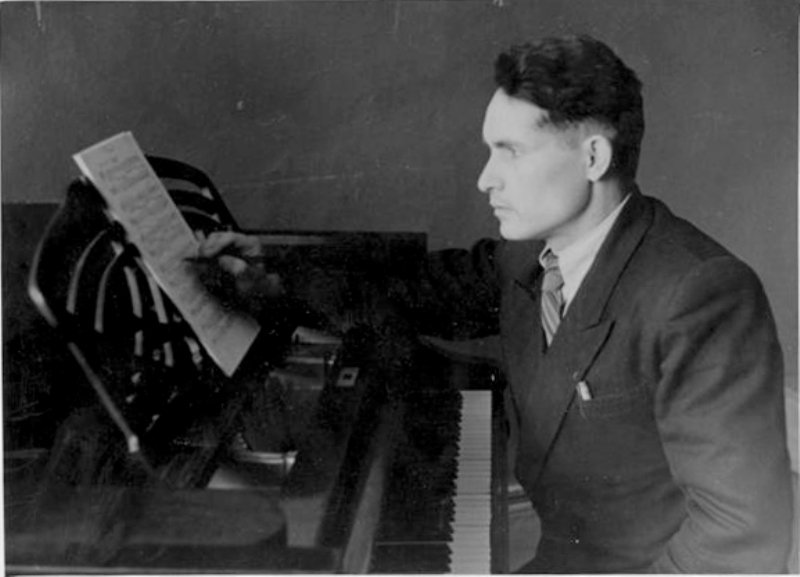
Композитор за работой

Сразу после окончания консерватории, в 1954 году, молодого композитора пригласили на работу в Чебоксарское музыкальное училище им. Ф. П. Павлова. С 1962 по 1967 годы Фёдор Васильев был на посту директора учебного заведения.
В Чебоксарах композитор завершил оперу «Шывармань», над которой начал работать ещё в классе профессора Лемана. На премьере присутствовал его любимый преподаватель, назвавший оперу национальным шедевром. «До сих пор не забыть мне огромные толпы людей, скандирующих на площади перед театром, — вспоминал Альберт Леман. — Казалось, они шли и ехали отовсюду. Приехали даже из давних деревень, и около театра было полно автобусов и телег. Радостно вспоминать, как важно было то, что происходило в стенах театра, для всех жителей республики: от музыканта до простого крестьянина. Что же касается автора оперы, то, замечу, он всегда отличался скромностью и простотой, за которыми стояли ценные качества: редкая пытливость, серьёзное отношение к делу, умение беречь время».
С 1970 по 1981 гг. Ф. С. Васильев преподавал на музыкально-педагогическом факультете Чувашского государственного педагогического института (заведующий кафедрой, доцент), в 1977—1982 — председатель правления Союза композиторов Чувашской АССР.

## Работы
Центральное место в творчестве занимают сочинения для музыкального театра и хоровых коллективов. Фёдор Васильев создал множество произведений для сольного и хорового пения, симфонических оркестров.
- опера «Шывармань» (Водяная мельница)(с премьерой «Шывармани» 22 мая 1960 года родился музыкальный театр Чувашии)
- опера «Хамăръял» (Земляки)
- опера «Чемень»
- опера «Пÿрнеске» (Детская опера; Мальчик с пальчик)
- оратория «Самана» (Эпоха Октября)
- кантата «Таван халаха» (Родному народу)
- балет «Сарпиге» (Премьера 28 июня 1970 года, с которой родился первый национальный чувашский балет)
- балет «Арçÿри» (Леший)
- балет «Лесные ребята»
- музыкальная комедия «Анаткасра»
- оркестровая сюита «В родном колхозе»
- сюита «Фронтовые эскизы»
- вокально-симфоническая поэма «Чувашия»
- симфоническая поэма «Айдар»

Его произведения являются значительным вкладом в развитие чувашской музыкальной культуры. Композиторская деятельность сочеталась с плодотворной исполнительской и педагогической работой.

### Шывармань
«Шывармань» (Водяная мельница) — опера Ф. С. Васильева в 3 действиях, 5 картинах с прологом и интермедией по одноимённой поэме А. Е. Алги. Написана в 1957. Либретто А. Е. Алги. Сюжет разворачивается в чувашской деревне накануне революции 1905. Основу музыкального языка составляют народно-песенные интонации.

Современная постановка оперы «Шывармань»
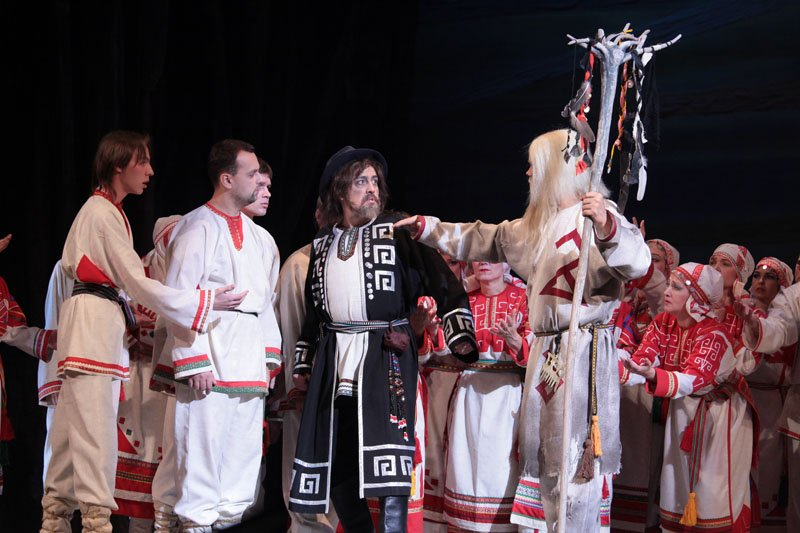
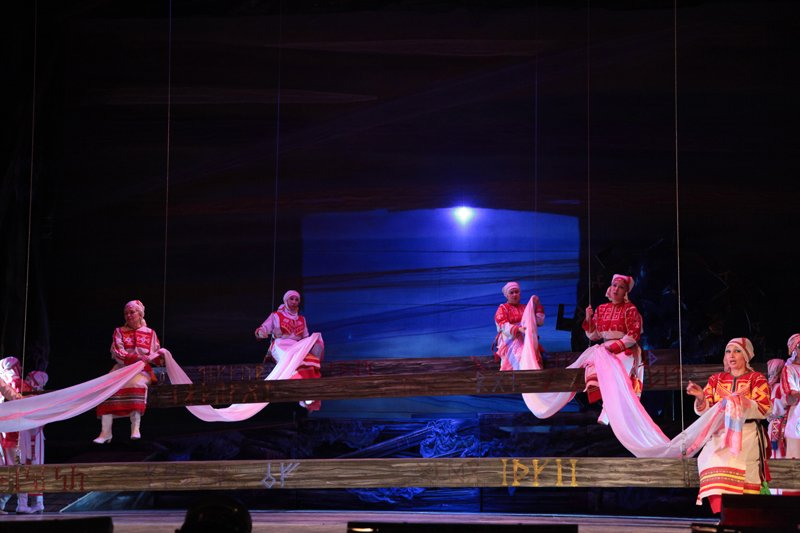
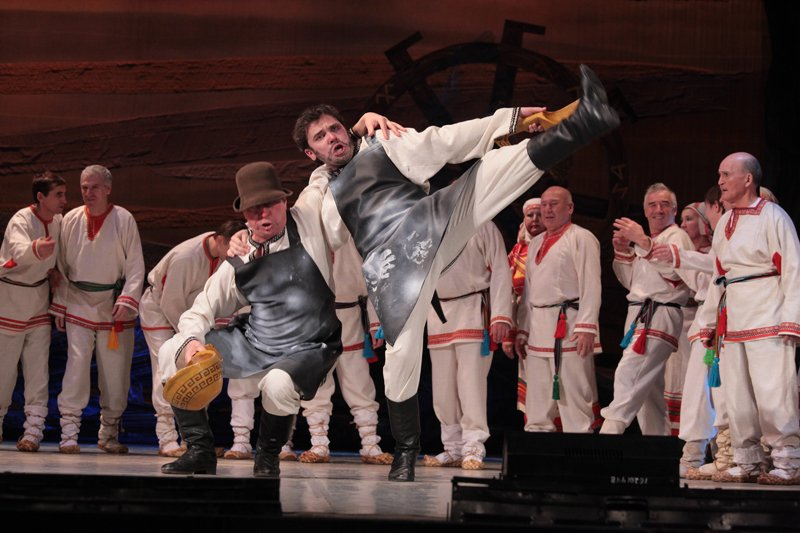
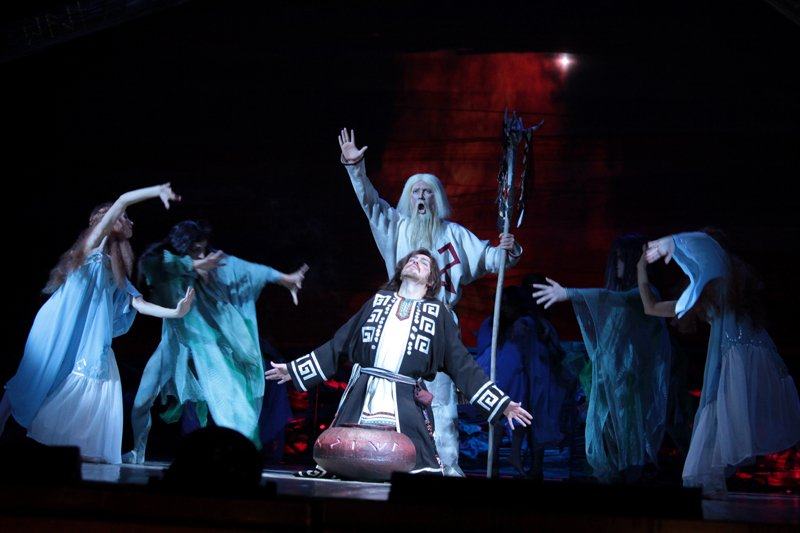
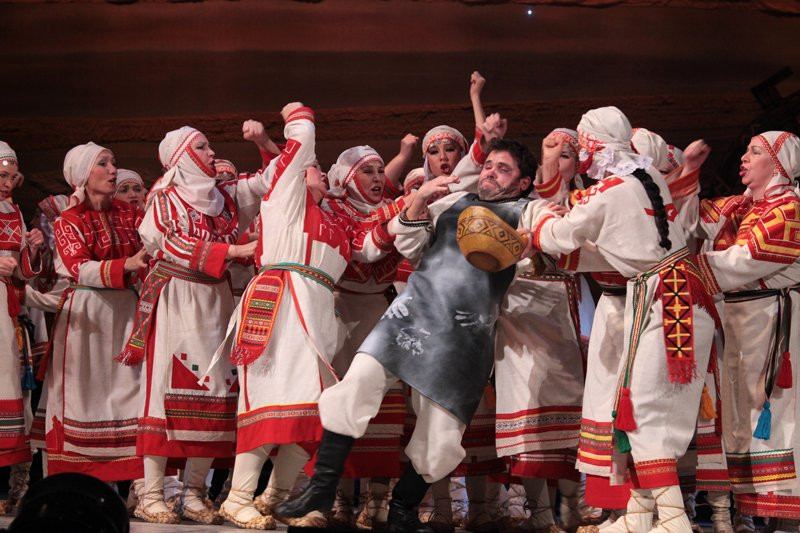

### Сарпиге
Балет «Сарпиге» — первый чувашский балет, получивший сценическое воплощение. Либретто написано по сказке Ефима Никитина. Сочинение буквально пронизано национальной символикой. Музыка балета, написанная чувашским композитором Ф. Васильевым, впитала в себя национальные мелодии. Она задушевна, образно выразительна в поэтических и лирических картинах, безудержно весела и задорна в народных сценах, гротескна в обрисовке злых сил.

## Награды
- Заслуженный деятель искусств РСФСР (1968)
- Заслуженный деятель искусств Чувашской АССР (1960),
- Государственная премия Чувашской АССР им. К. В. Иванова (1976).
- орден Трудового Красного Знамени,
- Орден Отечественной войны 1-й и 2-й степ.,
- Орден Красной Звезды,
- медали.
- Занесён в Почётную Книгу Трудовой Славы и Героизма Чувашской АССР (1970).

## Память

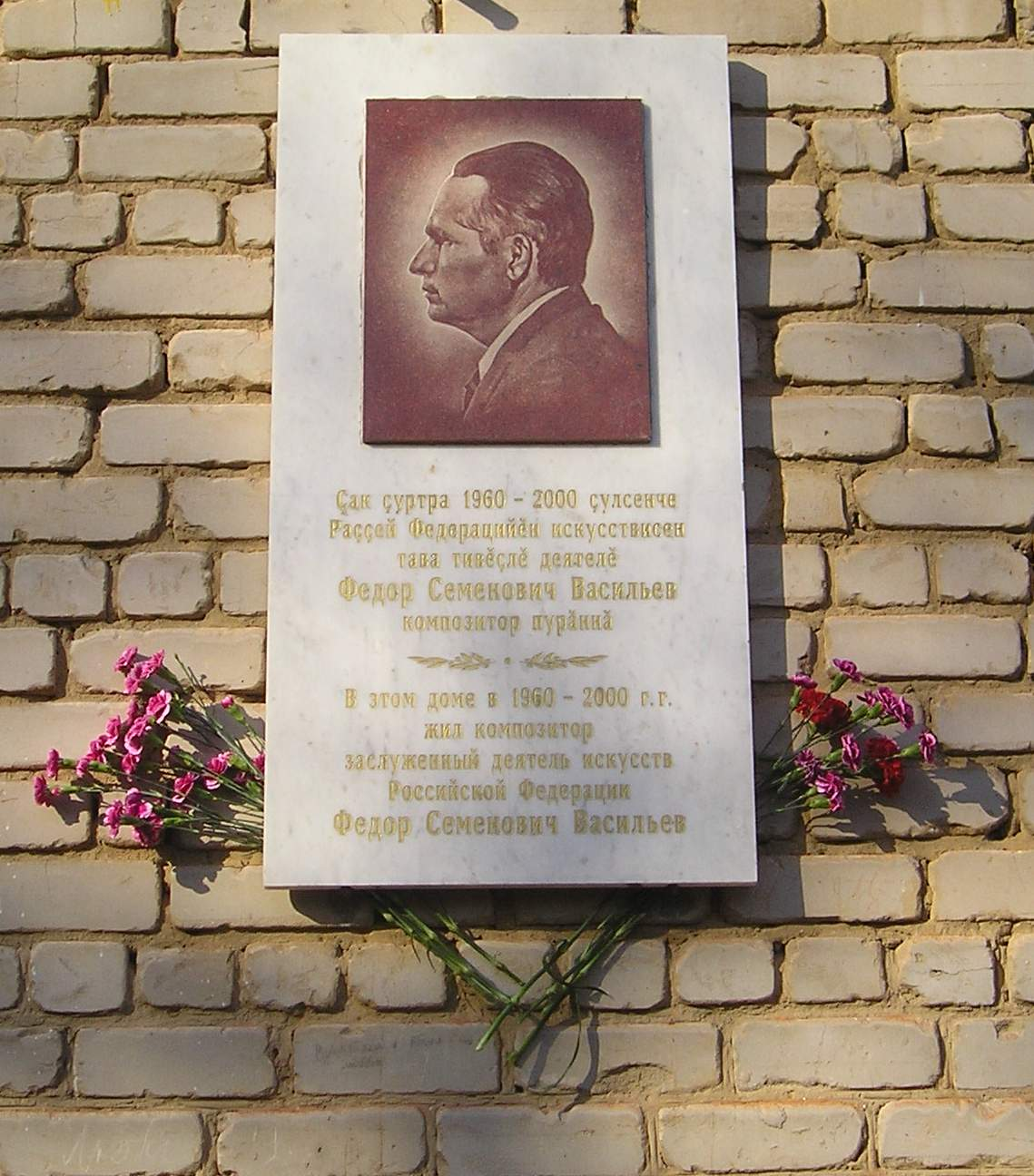
Мемориальная доска на доме, где жил композитор Ф. С. Васильев

- Имя Ф. С. Васильева в 2010 году было присвоено Моргаушской детской школе искусств.
- На доме, где он жил и работал (Чебоксары, улица Анисимова, 8), установлена мемориальная доска[1].